# Andrija Wouters
Andrija Wouters (niz.: Andries Wouters; 1542. – 9. srpnja 1572.) bio je nizozemski katolički svećenik, mučenik i svetac.

## Životopis
Wouters je rođen 1542. godine. Bio je zaređen za svećenika te je živio vrlo skandalozan život. Bio je poznat kao ženskar te je imao više djece.
Tijekom nizozemske pobune protiv Španjolske, kalvinistička pobunjenička skupina postavila se u borbu protiv Katoličke Crkve u Nizozemskoj. U lipnju 1572. Gorkum je pao u ruke Nizozemaca, a spomenuti su pobunjenici zarobili devet franjevaca, dvojicu braće laika te jednog župnika s pomoćnikom. Pridružili su se još dvojici zatvorenih klerika. Sredinom lipnja, još četvorica, uključujući Woutersa, dodana su petnaestorici već zarobljenih.
Zatvoreni u Gorkumu od 26. lipnja do 6. srpnja 1572., devetnaestorica su premještena u Brielle, gdje su stigli 8. srpnja. Zarobljeni su bili prisiljeni napustiti svoju vjeru u transsupstancijaciju, kao i svoju vjeru u papinsku vrhovnu vlast. Svi su odbili odreći se vjere. Protestantski vođa, princ Vilim Šutljivi pismeno je naredio da se katolički svećenici i redovnici puste, ali su se pobunjenici oglušili na njegovu zapovijed. Mučenici su konačno obješeni 1572. godine.
Woutersove posljednje riječi bile su „Bludnik sam uvijek bio, ali heretik nikad”, upućujući na to da je bio poznati ženskaroš, ali je odbio odreći se katoličke vjere.

## Štovanje
Woutersa i njegove kolege mučenike kanonizirao je papa Pio IX., 29. lipnja 1867., nakon što ih je papa Klement X. proglasio blaženima 1675. godine. Blagdan im je 9. srpnja.

### Mrežna sjedišta
- The Martyrs of Gorkum (engleski). www.newadvent.org. Pristupljeno 29. srpnja 2023.